# تشانغ يى نينغ
تشانغ يى نينغ (بالصينية: 张怡宁) (Zhang Yining) هي لاعبة أولمبية لرياضة تنس الطاولة من الصين. شاركت في الأولمبياد الصيفي في 2004–2008، وفازت بما مجموعه 4 ميداليات.

## الميداليات
| ذهب | فضة | برونز | المجموع |
| 4   | 0   | 0     | 4       |

## روابط خارجية
- تشانغ يى نينغ على موقع منظمة تنس الطاولة العالمي (الإنجليزية)
- تشانغ يى نينغ على موقع أوليمبيديا (الإنجليزية)
- تشانغ يى نينغ على موقع اللجنة الأولمبية الصينية (الإنجليزية)